# Fort Winneba

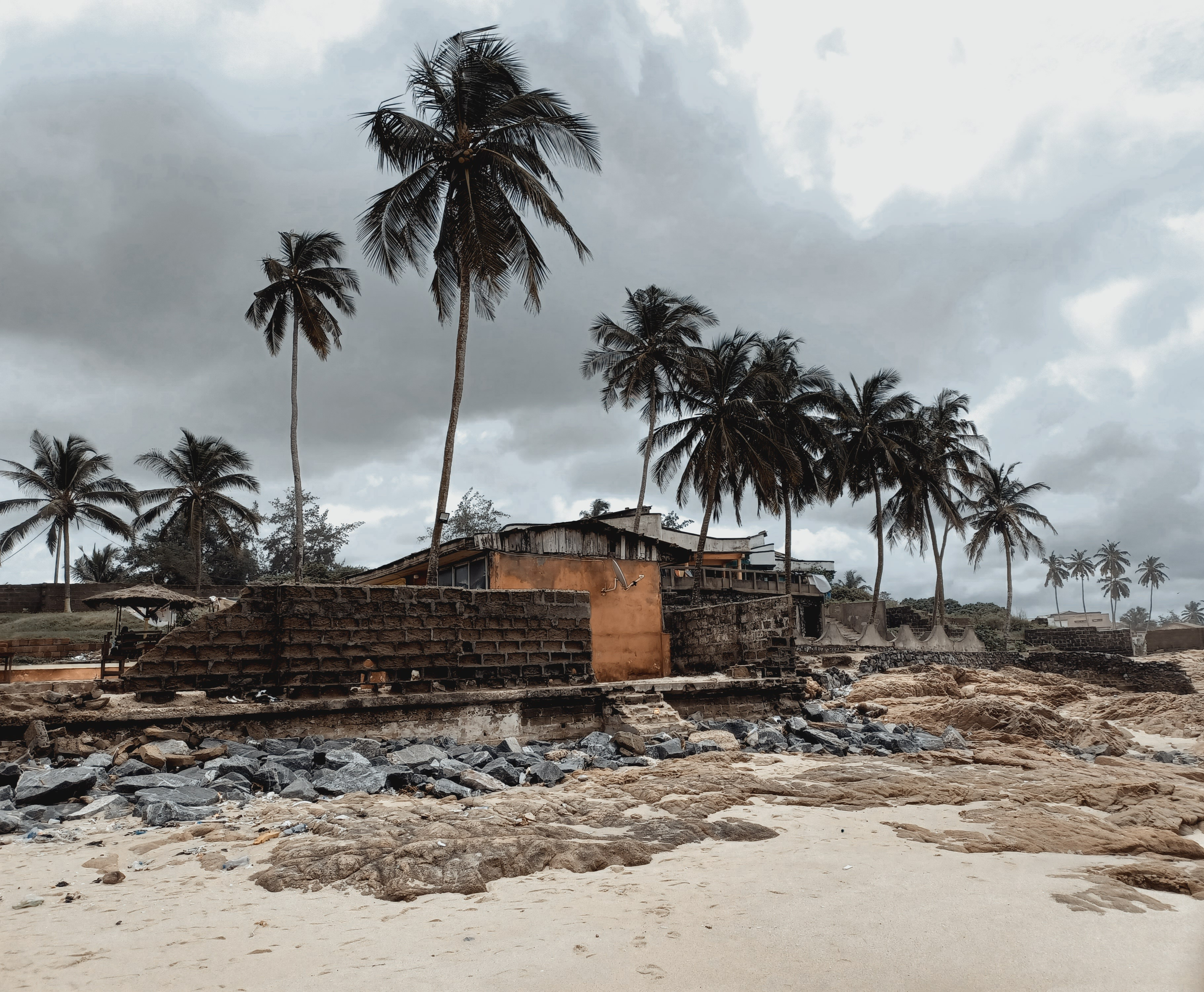
Fort Winneba en 2022

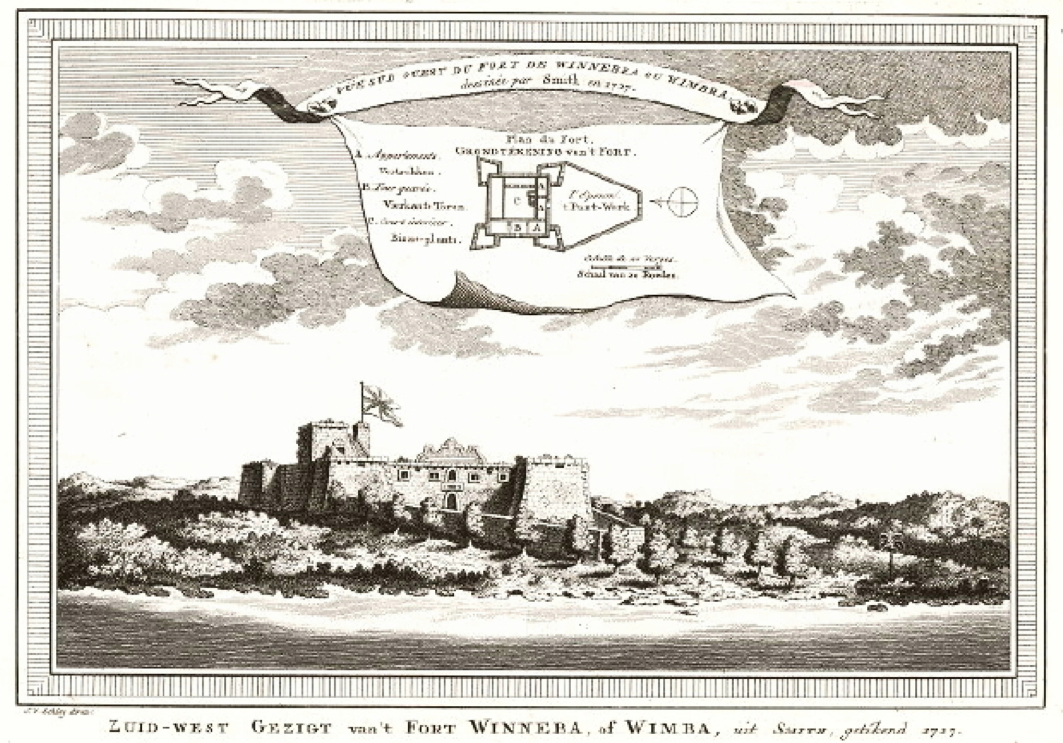
Gravure de Jacobus van der Schley de la vue du sud-ouest, 1727, d'après un croquis de William Smith

Fort Winneba est un fort d'esclaves conçu pour faciliter le commerce des esclaves. La Royal African Company a construit le fort en 1694, sur la Côte-de-l'Or, dans le Ghana moderne.
William Smith, qui est nommé pour examiner les châteaux de la Compagnie en Afrique à la suite de rapports inquiétants selon lesquels ils ne sont pas rentables, inspecte le fort en 1727 et le décrit :
"(...) le lendemain [nous] avons jeté l'ancre à Winneba dans Five Fathom Water. Ici, nous avons été approvisionnés en eau douce pure de leur réservoir, et bien que nous en ayons puisé plusieurs tonnes, je ne pouvais pas percevez que nous l'avions abaissé de six pouces, d'où j'ai conclu que le réservoir de Winneba avait une source, le fond étant tout un rocher. Ce fort est exactement le même plan et les mêmes dimensions que Tantumquery, et le débarcadère n'est pas meilleur. Le fort se dresse sur un terrain surélevé à environ quatorze mètres du bord de mer, ayant une belle allée d'arbres jusqu'à la porte extérieure. Voici également un grand éperon, qui contribue beaucoup à la force et à l'utilité du fort, étant un endroit sûr pour sécuriser leur bétail la nuit contre les bêtes sauvages. Ici aussi sont de très bons jardins ; tous ensemble rendent l'endroit assez agréable et confortable" 

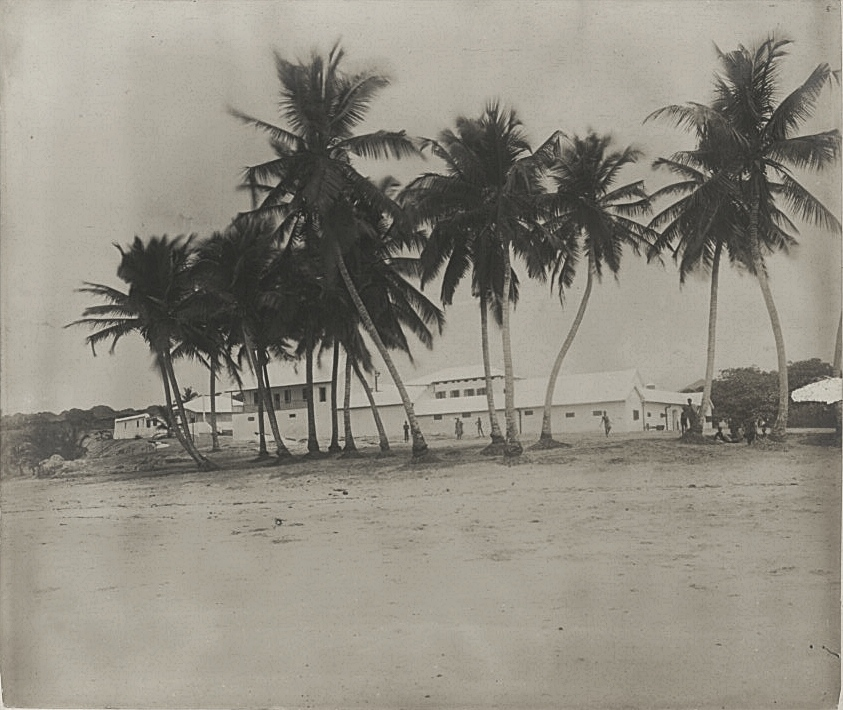
Fort Winneba dans les années 1890